# مورتی اسمیت
مورتیمر «مورتی» اسمیت یکی از شخصیت‌های مجموعه تلویزیونی انیمیشن بزرگسالان ریک و مورتی است. مورتی که توسط جاستین رویلند و دن هارمون ساخته شده‌است، یک نوجوان مضطرب و ۱۴ ساله است که براساس «مارتی مک‌فلای» از فیلم بازگشت به آینده ساخته شده‌است.
مورتی که به خاطر شخصیتی ناشایست، مضطرب، کم اعتماد به نفس و مردد شناخته شده‌، با استقبال خوبی روبه‌رو شده است.
او نوه خوش‌اخلاق دانشمند دیوانه الکلی ریک سانچز است که تا حدودی به راحتی تحت تاثیر قرار می گیرد. او همچنین یک گیاه خوار است.
مورتی با اشاره به جهان اصلی خود "C-137" به‌طور رسمی از شورای مورب اسمیت سی-۱۳۷ به عنوان مورتی اسمیت C-137 یاد می شود. کتاب ۱ از سریال‌های طنز ریک و مورتی (شامل دو جلد اول این سریال) پیرامون ریک و مورتی از ابعاد C-132 را دنبال می‌کند در حالی که اکثر شماره‌های اقساط بعدی متعاقب ریک و مورتی از "C-137" است. بازی ویدیویی Pocket Mortys از ریک و مورتی C-123 پیروی می‌کند.

## زندگی‌نامه
مورتی دانش‌آموز ۱۴ساله است و به همراه خواهر بزرگتر خود سامر در دبیرستان هری هرپسون درس می‌خوانند. به نظر می‌رسد مورتی از اضطراب رنج می‌برد و به راحتی تحت‌تأثیر قرار می‌گیرد، عمدتاً ناشی از تجربه‌های آسیب‌زا در طول ماجراهای خود با ریک است. وی اغلب توسط ریک و دیگران به عنوان یک احمق مورد تمسخر قرار می‌گیرد، اما با توجه به درک احساسات از پدر بزرگ خود عاقل تر نشان داده می‌شود و در اعتراض به نگرش و اعمال ریک عصبی می‌شود.
مورتیمر اسمیت که به اختصار مورتی نامیده می‌شود، یکی از دو شخصیت اصلی قهرمان در سریال «ریک و مورتی» و نوه ریک سانچز است. 
معمولاً بالاجبار یا ناخواسته در ماجراجویی‌های مختلف خطرناک پدربزرگش حاضر می‌شود و او را همراهی می‌کند اما در ابتدای فصل چهار، مادر مورتی، ریک را وادار به درخواست محترمانه از مورتی می کند و مورتی هم درخواست ماجراجویی را می پذیرد. محل تحصیل مورتی و خواهر بزرگترش سامر، دبیرستان هری هرپسون است.

## شکل و شمایل
مورتی پسری نوجوان در سنین بلوغ است. موهای کوتاه قهوه‌ای دارد که به‌طور یکنواخت و منظم اطراف سرش را پوشانده. سر او بر خلاف اغلب شخصیت‌ها، تقریباً گرد است که نشان از ساده بودن اوست. تک‌پوشی زرد، شلواری آبی و کفش‌هایی سفید، تشکیل تن‌پوش‌های او را داده‌اند. دارای لکنت زبان است (حتی در لحظات آرام) و شکسته شکسته صحبت می‌کند.

## نکات جزئی
- شخصیت مورتی بر پایهٔ هجو شخصیت «مارتی مک‌فلای» از فیلم «بازگشت به آینده» شکل گرفته‌است.
- صدای مورتی و ظاهر کلی او از سریال «The Real Animated Adventures of Doc and Mharti» ساخته جاستین رویلند ریشه گرفته که خود نیز هجو فیلم «بازگشت به آینده» از رابرت زمکیس است.
- شخصیتی دیگر به نام «مارتی» با صدا و ظاهری کاملاً شبیه به مورتی در انیمیشن کوتاه جاستین رویلند، «Paloni Pitch Presentation» ظاهر می‌شود. شخصیت دیگری نیز به نام «تخمه کدو و بادام زمینی» با صداپیشگی اندی دیک، در انیمیشن کوتاه «The Unmarketables»، ساخته جاستین رویلند ظاهر می‌شود که شباهت انکارناپذیری با مورتی دارد.
- از نظر ریک، مورتیِ او، «مورتی‌ترین مورتی» است.
- از آنجایی که در قسمت «Raising Gazorpazorp»، باعث تولد مورتی اسمیت جونیور (Morty Smith .Jr) شد، پس نام او نیز مورتی اسمیت سینیور (Morty Smith .Sr) است.
- او توسط مورتی‌های زندانی‌شده در قسمت «Close Rick-Counters of the Rick Kind»، به عنوان مورتی مطلق پنداشته می‌شد.
- هر چند که مورتی نسبت به «جسیکا» احساسات داشت، اما در قسمت «Anatomy Park»، عاشق «اَنی» شد و رابطه‌ای را با او آغاز کرد. بعد از اتمام قسمت، مورتی دوباره به احساساتی که به جسیکا داشت، برگشت. در قسمت «Look Who is Purging» هم نسبت به «آرتریشا» احساساتی داشت.
- در قسمت «The Ricks Must Be Crazy»، مشخص می‌شود که ریک ساختمان دی‌ان‌ای مورتی را بازسازی کرده تا بتواند به یک خودرو تبدیل شود [اشاره به انیمیشن تبدیل‌شوندگان]. مورتی از این واقعه بی‌خبر بود تا این که ریک هنگام تعقیب کردن «زیپ‌زانفلوپ»، این قضیه را به او گفت.
- در اتاق مورتی، عروسک شخصیت «گابگنتر» از انیمیشن آمریکایی «گایگنتر» وجود دارد. این انیمیشن اقتباسی از مانگای Tetsujin 28-gō (مرد آهنی شماره ۲۸) است.

## توسعه
این شخصیت توسط جاستین رویلند و دن هارمون که اولین بار در اوایل دهه ۲۰۰۰ در کانال ۱۰۱ دیدار کرد ایجاد شد. در سال ۲۰۰۶، رویلند ماجراهای انیمیشن واقعی دکتر و مارتی را به نمایش گذاشت، یک انیمیشن کوتاه با گوش دادن به شخصیت‌های آینده دکتر براون و مارتی مک فلای و پری کورسور ریک و مورتی. ایده ریک و مورتی، به شکل دکتر و مارتی تا حد بزرگسالی افزایش یافت، و ایده‌های یک عنصر خانوادگی و ریک که یک پدربزرگ برای مورتی بود توسعه یافت.

## پذیرایی
این شخصیت دریافت مثبت دریافت کرده‌است. مورتی را «شاید تصویری از معصومیت دوران کودکی، یا شاید محصول بی توجهی والدین» توصیف کرد. مورتی، به احتمال زیاد به خاطر تجربیاتی که در سفر با ریک به دنیای جدید دارد، گیج و آشفته می‌شود.»